# 1554 Yugoslavia
1554 Yugoslavia eller 1940 RE är en asteroid i huvudbältet, som upptäcktes den 6 september 1940 av den serbiske astronomen Milorad B. Protić vid Belgrads observatorium. Den har fått sitt namn efter det europeiska landet Jugoslavien.
Asteroiden har en diameter på ungefär 16 kilometer och den tillhör asteroidgruppen Eunomia.